# فرودگاه روین‌نرندا
فرودگاه روین‌نرندا (به انگلیسی: Rouyn-Noranda Airport) یک فرودگاه همگانی باربری با کد یاتا YUY است که یک باند فرود آسفالت دارد و طول باند آن ۲۲۸۶ متر است. این فرودگاه در شهر روین‌نرندا، کبک کشور کانادا قرار دارد و در ارتفاع ۳۰۱ متری از سطح دریا واقع شده است.

## شرکت‌های هواپیمایی و مقصدهای پروازی

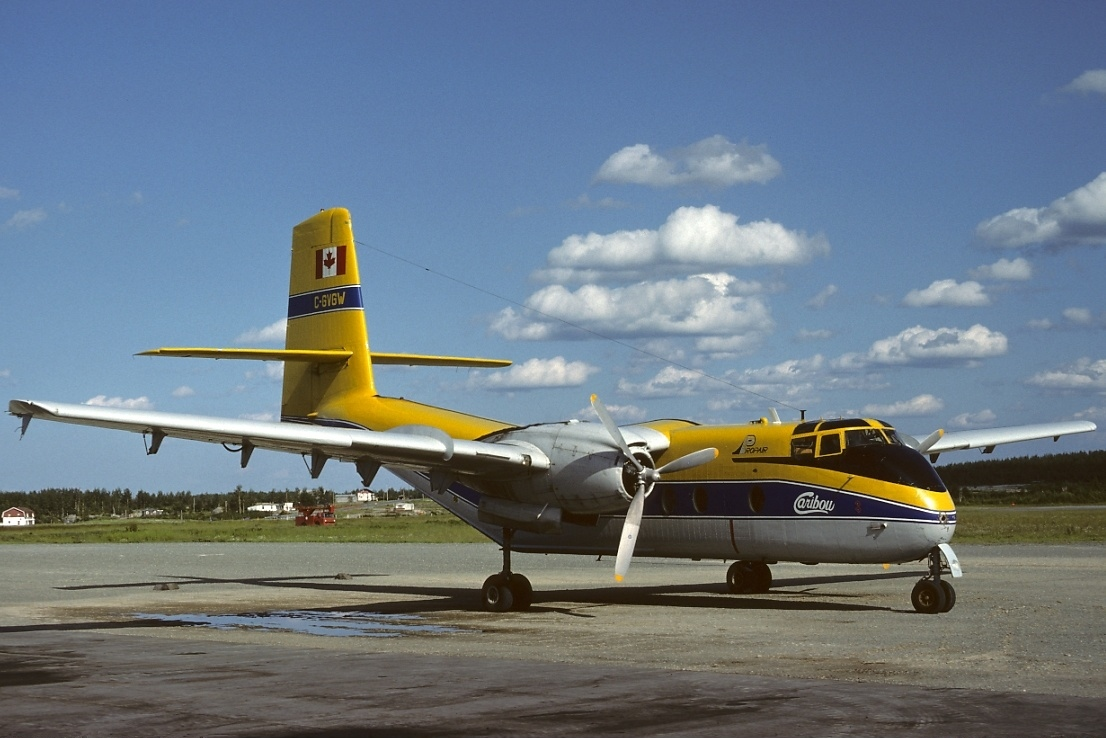
فرودگاه روین‌نرندا

| شرکت‌های هواپیمایی  | مقصدهای پروازی                                                                                      |
| ------------------ | --------------------------------------------------------------------------------------------------- |
| Air Canada Express | مونترآل-پییر الیوت ترودو                                                                            |
| Air Liaison        | بای-کوماو، هور سنت-پیر، لا رومن، مون-ژولی، نتشکوئن، ژان لوساژ شهر کبک، سنت اوگوستین، سپت‌ائیلس، وابش |
| Air Transat        | فصلی: مونترآل-پییر الیوت ترودو                                                                      |
| گلنکور             | چارتر: کاتینیک دونالدوسن                                                                            |
| Hydro-Quebec       | سی‌اف‌بی باگوتویل، مونترآل-پییر الیوت ترودو، لا گراند ریوییر، نمیسکو                                  |
| Pascan Aviation    | مونترآل/سن-اوبر، ژان لوساژ شهر کبک، ول-د ار                                                         |
| پروپ‌ایر            | ژان لوساژ شهر کبک                                                                                   |